# Шайнаки-Гадо
Шайнаки-Гадо (тадж. Шайнаки Гадо) — село в районе Рудаки Республики Таджикистан. Входит в состав джамоата (сельской общины) Чортеппа района Рудаки.
Находится недалеко от г. Душанбе, на расстоянии 29 км от райцентра (пгт. Сомониён) и 7 км от центра общины (село Джуйбодом).
Население — 3875 чел. (2017).